# Dolhuis (Dordrecht)
Het Dolhuis in Dordrecht was een krankzinnigengesticht, dat later eveneens dienst deed als tucht- en werkhuis. Wegens bijzondere oudheidkundige en kunsthistorische waarde betreft het van oorsprong gotische gebouw een rijksmonument. Ondanks verschillende verbouwingen zijn er nog veel oorspronkelijke elementen aanwezig. De laatste decennia heeft het pand een horecafunctie.

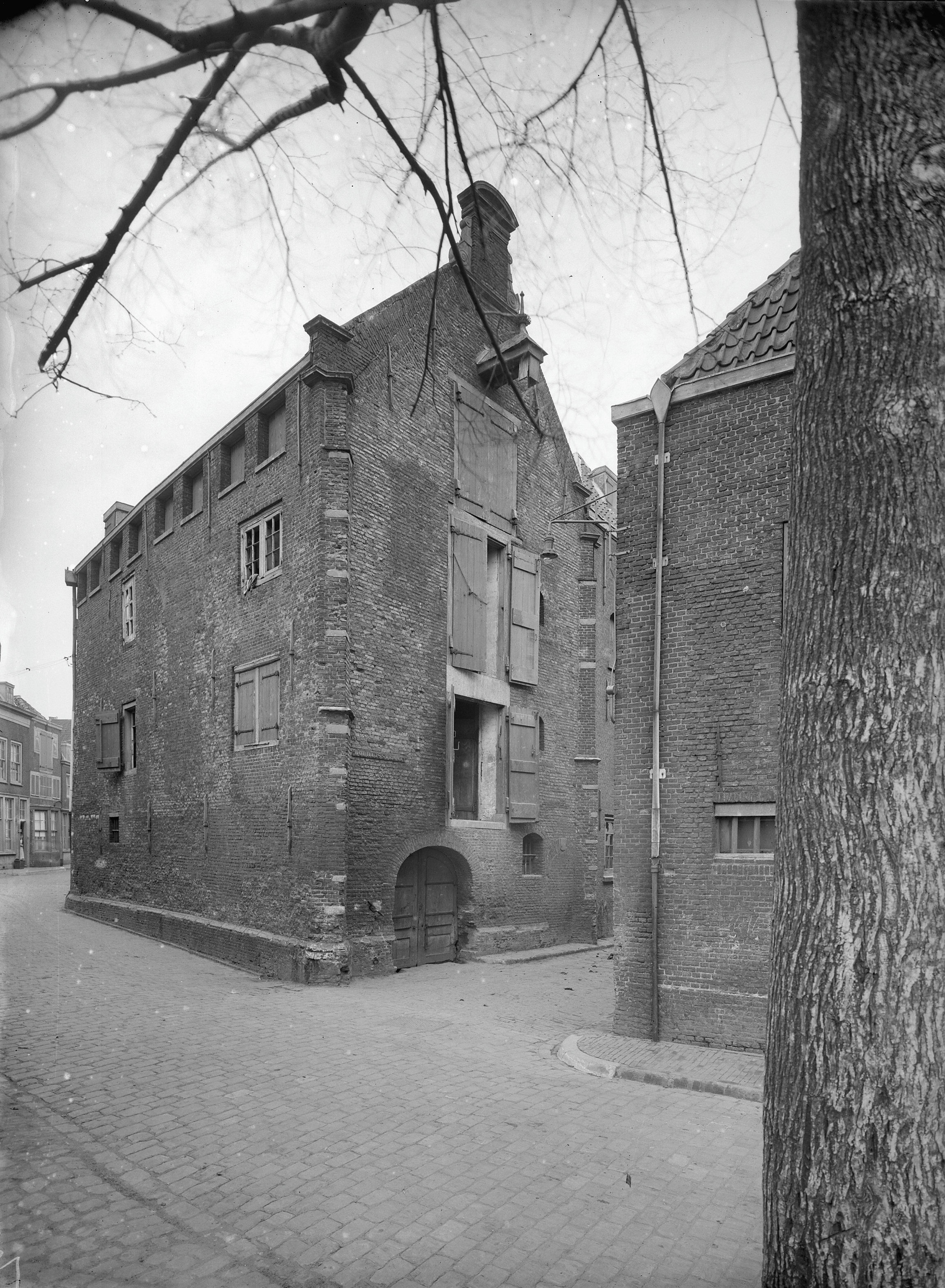
Dolhuisstaat, hoek Boogjes, 1925

## Geschiedenis
Op de hoek met de Boogjes staat het oudste deel van het pand. Dit deel dateert uit 1463 en was oorspronkelijk een klooster, bekend als het Cellebroedersklooster. De broeders die er woonden, zorgden voor pestlijders die er werden opgevangen. Op de plek waar de voormalige pakhuizen staan, was oorspronkelijk de kloostertuin.
In 1572 kwam het pand in handen van het stadsbestuur, waardoor het de bestemming van krankzinnigengesticht kreeg. Al snel werd het 'Dolhuys' genoemd. Naast zogenoemde 'krankzinnigen' werden er ook bedelaars en zwervers ondergebracht. Zij werden in kleine hokken opgesloten en niet zelden geketend. In 1671 werd een deel van het pand ingericht tot tucht- en werkhuis voor misdadigers, bedelaars en prostituees. Uiteindelijk deed het pand ongeveer honderdvijftig jaar dienst als gesticht, totdat de opgeslotenen werden overgeplaatst naar het Leprooshuis in de Vriesestraat.
In de negentiende en twintigste eeuw deed het dienst als werk- en opslagplaats voor kunstenaars, waaronder Toon Berg. In 1983 woedde er een grote brand in het middengedeelte, waarna werd overwogen het pand volledig te slopen.
Vandaag de dag kennen veel Dordtenaren het gebouw als feestgelegenheid en discotheek, wat het in de jaren zestig van de twintigste eeuw werd. Het was de thuisbasis voor de band The Zipps. Later waren onder meer de horecagelegenheden Fame, Anders en Dolhuys er gevestigd.  Na een grondige restauratie heeft het historische gebouw sinds september 2009 wederom een horecafunctie gekregen. Dolhuis betreft een poppodium, club, café en ruimte voor feesten en partijen. Tevens biedt het complex onderdak aan kantoren.

## Galerij

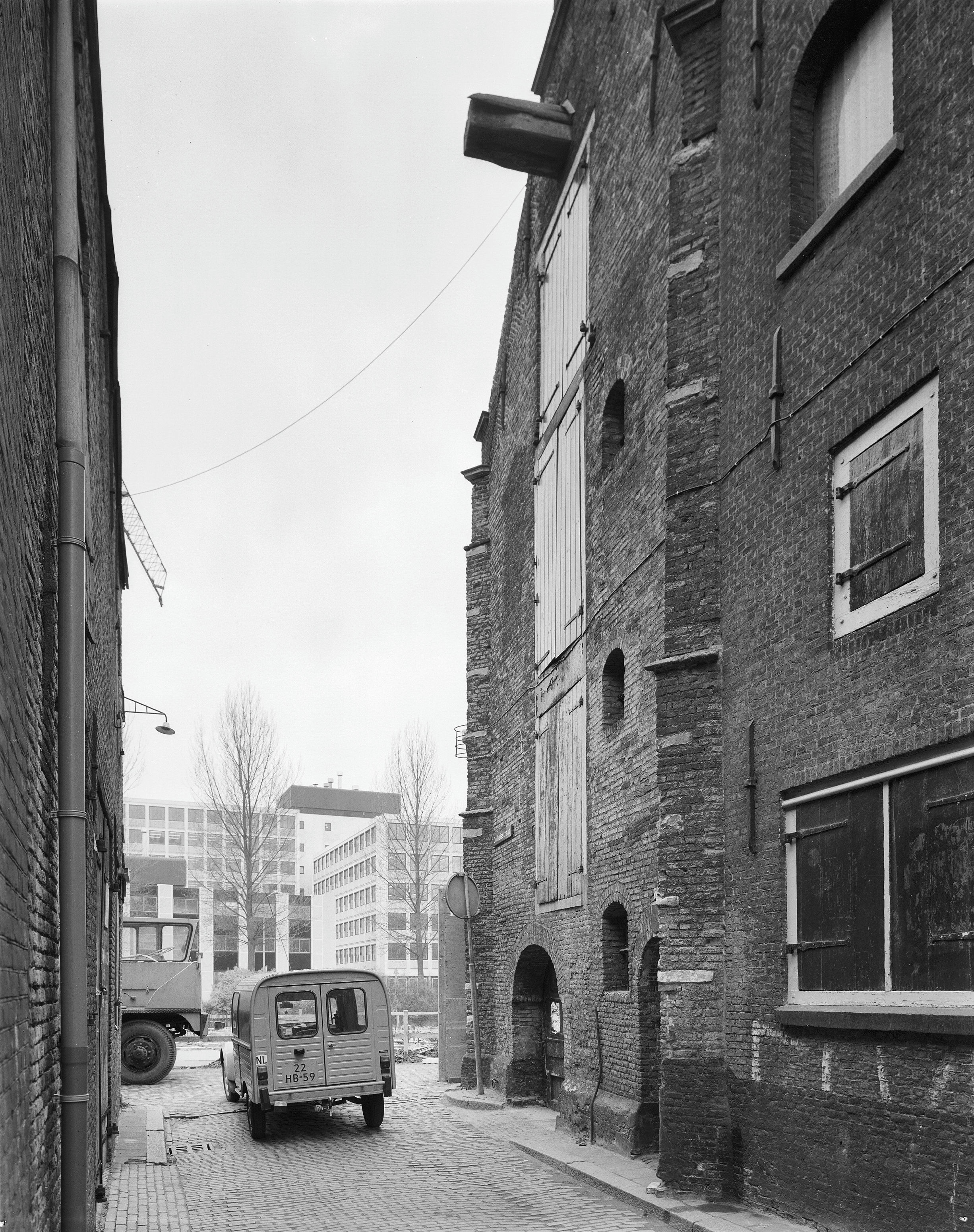
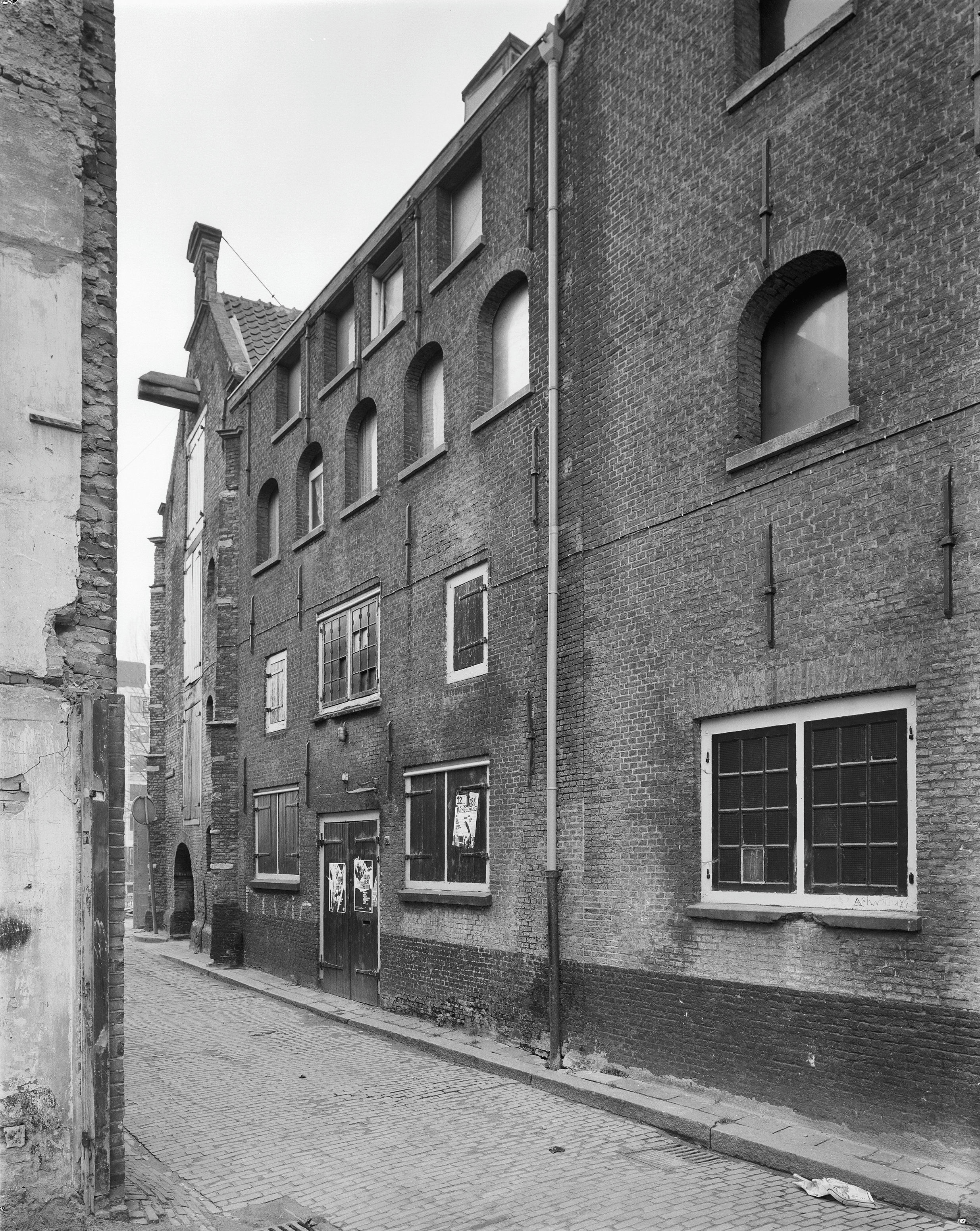
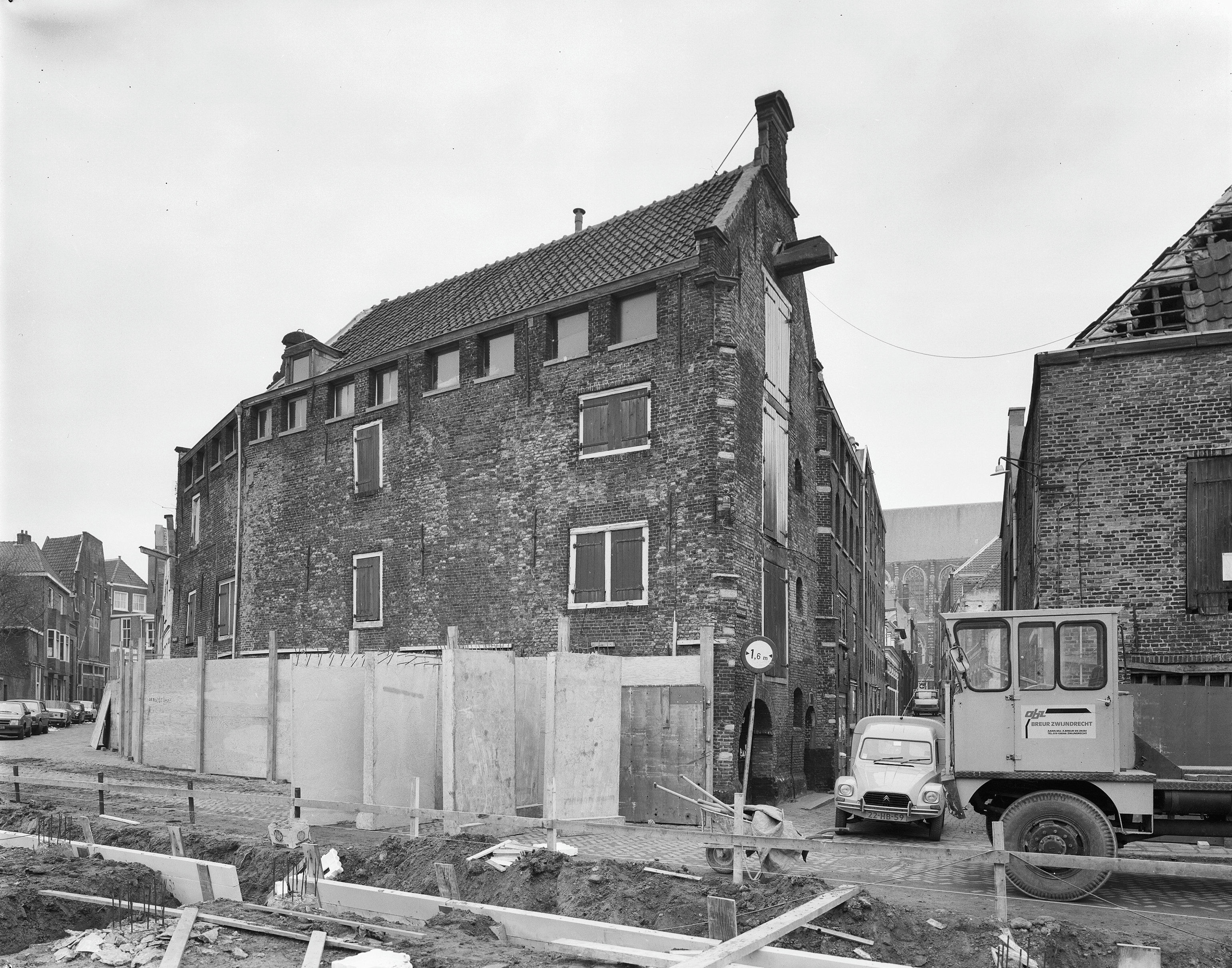
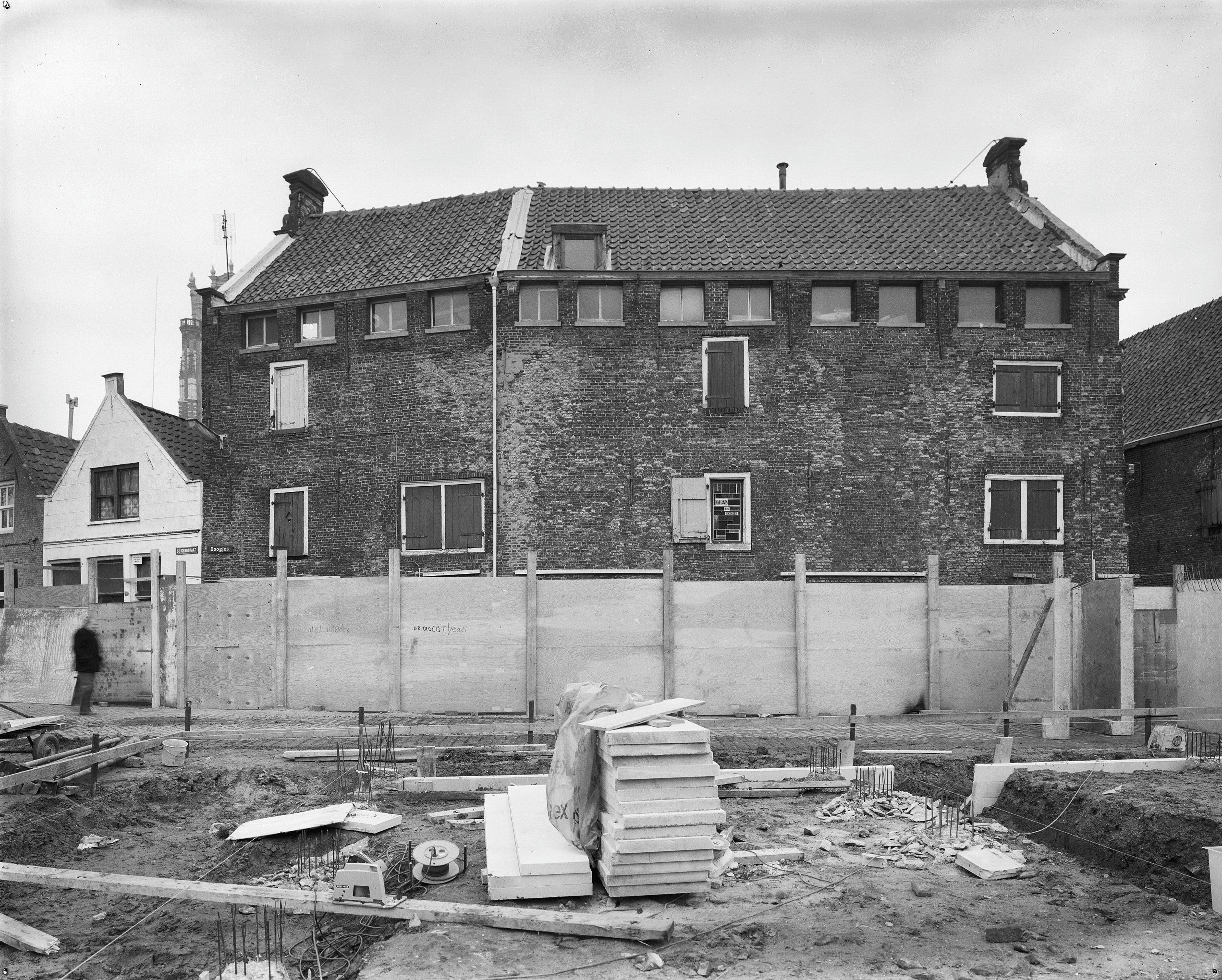